# Піонери-герої (фільм)
«Піонери-герої» (рос. «Пионеры-герои») — російський драматичний фільм, знятий Наталією Кудряшовою. Світова прем'єра стрічки відбулась 6 лютого 2015 року на Берлінському кінофестивалі. Фільм розповідає про трьох друзів, які переживаючи проблеми, згадують своє щасливе дитинство.

## У ролях
- Наталія Кудряшова — Ольга
- Дарина Мороз — Катя
- Олексій Мітін — Андрій

## Визнання
| Нагороди та номінації фільму «Піонери-герої» | Нагороди та номінації фільму «Піонери-герої» | Нагороди та номінації фільму «Піонери-герої» | Нагороди та номінації фільму «Піонери-герої» | Нагороди та номінації фільму «Піонери-герої» | Нагороди та номінації фільму «Піонери-герої» |
| Рік                                          | Кінопремія / Кінофестиваль                   | Категорія / Нагорода                         | Номінант                                     | Результат                                    |                                              |
| -------------------------------------------- | -------------------------------------------- | -------------------------------------------- | -------------------------------------------- | -------------------------------------------- | -------------------------------------------- |
| 2015                                         | Берлінський кінофестиваль                    | Найкращий дебютний фільм                     | «Піонери-герої»                              | Перемога                                     |                                              |
| 2015                                         | Міжнародний кінофестиваль «Меридіани Тихого» | Нагорода імені Юла Бріннера                  | «Піонери-герої»                              | Перемога                                     |                                              |
| 2015                                         | Кінотавр                                     | Ґран-прі                                     | «Піонери-герої»                              | Номінація                                    |                                              |
| 2015                                         | Кінотавр                                     | Диплом гільдії кінознавців і кінокритиків    | «Піонери-герої»                              | Перемога                                     |                                              |
| 2015                                         | Антальський міжнародний кінофестиваль        | «Золота помаранча» за найкращий фільм        | «Піонери-герої»                              | Номінація                                    |                                              |